# Liste des monuments historiques du Cher
Cet article recense les monuments historiques du Cher, en France.

## Statistiques
Au 21 juillet 2025, le Cher compte 405 édifices comportant au moins une protection au titre des monuments historiques, dont 133 sont classés et 301 sont inscrits. Le total des monuments classés et inscrits est supérieur au nombre total de monuments protégés car plusieurs d'entre eux sont à la fois classés et inscrits.
Les monuments historiques de Bourges sont répertoriés dans la liste des monuments historiques de Bourges.

## Liste
| Monument                                                  | Commune                                                    | Adresse                                                                             | Coordonnées                                     | Notice                                          | Protection                                      | Date                                            | Illustration                                       |
| --------------------------------------------------------- | ---------------------------------------------------------- | ----------------------------------------------------------------------------------- | ----------------------------------------------- | ----------------------------------------------- | ----------------------------------------------- | ----------------------------------------------- | -------------------------------------------------- |
| Église Notre-Dame d'Achères                               | Achères                                                    | Le Bourg                                                                            | 47° 16′ 45″ nord, 2° 26′ 59″ est                | « PA00096625 »                                  | Inscrit                                         | 1987                                            | Église Notre-Dame d'Achères                        |
| Château d'Ainay-le-Vieil                                  | Ainay-le-Vieil                                             | Le Bourg                                                                            | 46° 40′ 05″ nord, 2° 32′ 59″ est                | « PA00096626 »                                  | Classé Inscrit Classé                           | 1968 1993 1998                                  | Château d'Ainay-le-Vieil                           |
| Église Saint-Martin d'Ainay-le-Vieil                      | Ainay-le-Vieil                                             | Le Bourg                                                                            | 46° 39′ 58″ nord, 2° 33′ 10″ est                | « PA00096627 »                                  | Classé                                          | 1912                                            | Église Saint-Martin d'Ainay-le-Vieil               |
| Pont-canal de La Croix                                    | Ainay-le-Vieil                                             | La Tranchasse                                                                       | 46° 40′ 49″ nord, 2° 33′ 11″ est                | « PA18000048 »                                  | Inscrit                                         | 2009                                            | Pont-canal de La Croix                             |
| Pont-canal de La Tranchasse                               | Ainay-le-Vieil                                             | La Tranchasse                                                                       | 46° 40′ 49″ nord, 2° 33′ 11″ est                | « PA18000048 »                                  | Inscrit                                         | 2009                                            | Pont-canal de La Tranchasse                        |
| Collégiale Saint-Germain des Aix-d'Angillon               | Les Aix-d'Angillon                                         | Rue de l'Église                                                                     | 47° 11′ 54″ nord, 2° 34′ 15″ est                | « PA00096628 »                                  | Classé                                          | 1862                                            | Collégiale Saint-Germain des Aix-d'Angillon        |
| Église Saint-Germain d'Allouis                            | Allouis                                                    | Le Bourg                                                                            | 47° 10′ 00″ nord, 2° 13′ 36″ est                | « PA00096629 »                                  | Classé                                          | 1990                                            | Église Saint-Germain d'Allouis                     |
| Château d'Apremont-sur-Allier                             | Apremont-sur-Allier                                        | Parc floral                                                                         | 46° 54′ 14″ nord, 3° 02′ 50″ est                | « PA00096630 »                                  | Inscrit                                         | 1989                                            | Château d'Apremont-sur-Allier                      |
| Parc du château du Veuillin                               | Apremont-sur-Allier                                        | Le Veuillin                                                                         | 46° 56′ 00″ nord, 3° 03′ 24″ est                | « PA18000060 »                                  | Inscrit                                         | 2014                                            | Image manquante Téléverser                         |
| Château de Saint-Maur                                     | Argent-sur-Sauldre                                         | Temple de Bacchus C.D. n°8 d'Argent à Blancafort                                    | 47° 33′ 40″ nord, 2° 26′ 57″ est                | « PA18000014 »                                  | Classé                                          | 2002                                            | Château de Saint-Maur                              |
| Église Saint-André d'Argent-sur-Sauldre                   | Argent-sur-Sauldre                                         | Avenue de Paris                                                                     | 47° 33′ 36″ nord, 2° 26′ 55″ est                | « PA00096631 »                                  | Classé                                          | 1944                                            | Église Saint-André d'Argent-sur-Sauldre            |
| Château de la Vallée                                      | Assigny                                                    | La Vallée                                                                           | 47° 25′ 21″ nord, 2° 44′ 54″ est                | « PA00096632 »                                  | Inscrit                                         | 1971                                            | Château de la Vallée                               |
| Château des Stuarts                                       | Aubigny-sur-Nère                                           | Place du Château                                                                    | 47° 29′ 20″ nord, 2° 26′ 28″ est                | « PA00096633 »                                  | Classé                                          | 1862                                            | Château des Stuarts                                |
| Église Saint-Martin d'Aubigny-sur-Nère                    | Aubigny-sur-Nère                                           | Rue de l'Église                                                                     | 47° 29′ 17″ nord, 2° 26′ 18″ est                | « PA00096634 »                                  | Classé                                          | 1862                                            | Église Saint-Martin d'Aubigny-sur-Nère             |
| Enceinte d'Aubigny-sur-Nère                               | Aubigny-sur-Nère                                           | Le Mail Guichard                                                                    | 47° 29′ 26″ nord, 2° 26′ 13″ est                | « PA00096635 »                                  | Inscrit                                         | 1926                                            | Enceinte d'Aubigny-sur-Nère                        |
| Enceinte d'Aubigny-sur-Nère                               | Aubigny-sur-Nère                                           |                                                                                     | 47° 29′ 27″ nord, 2° 26′ 22″ est                | « PA00096636 »                                  | Inscrit                                         | 1982                                            | Image manquante Téléverser                         |
| Hôtel                                                     | Aubigny-sur-Nère                                           | 14 rue Cambournac                                                                   | 47° 29′ 24″ nord, 2° 26′ 24″ est                | « PA18000034 »                                  | Inscrit                                         | 2006                                            | Hôtel                                              |
| Maison                                                    | Aubigny-sur-Nère                                           | Rue du Bourg-Coutant                                                                | 47° 29′ 19″ nord, 2° 26′ 18″ est                | « PA00096640 »                                  | Inscrit                                         | 1926                                            | Maison                                             |
| Maison                                                    | Aubigny-sur-Nère                                           | Rue de l'Église Rue Pousse-Panier                                                   | 47° 29′ 16″ nord, 2° 26′ 18″ est                | « PA00096642 »                                  | Inscrit                                         | 1965                                            | Maison                                             |
| Maison                                                    | Aubigny-sur-Nère                                           | Rue Porte-Sainte-Anne                                                               | 47° 29′ 15″ nord, 2° 26′ 19″ est                | « PA00096644 »                                  | Inscrit                                         | 1926                                            | Image manquante Téléverser                         |
| Maison du Bailli                                          | Aubigny-sur-Nère                                           | 13, 15, 17 rue du Bourg-Coutant                                                     | 47° 29′ 19″ nord, 2° 26′ 18″ est                | « PA00096639 »                                  | Inscrit                                         | 1925                                            | Maison du Bailli                                   |
| Maison Bourdoiseau                                        | Aubigny-sur-Nère                                           | 15, 17 rue des Dames Rue Porte-Sainte-Anne                                          | 47° 29′ 15″ nord, 2° 26′ 18″ est                | « PA18000003 »                                  | Inscrit                                         | 1997                                            | Maison Bourdoiseau                                 |
| Maison des Dames                                          | Aubigny-sur-Nère                                           | 22 rue Saint-Martin                                                                 | 47° 29′ 17″ nord, 2° 26′ 21″ est                | « PA00096643 »                                  | Inscrit                                         | 1926                                            | Maison des Dames                                   |
| Maison dite de François Ier                               | Aubigny-sur-Nère                                           | Rue du Bourg-Coutant Rue du Prieuré                                                 | 47° 29′ 18″ nord, 2° 26′ 20″ est                | « PA00096637 »                                  | Classé                                          | 1915                                            | Maison dite de François Ier                        |
| Maison de Jeanne d'Arc                                    | Aubigny-sur-Nère                                           | 7 rue des Dames                                                                     | 47° 29′ 16″ nord, 2° 26′ 20″ est                | « PA00096638 »                                  | Inscrit                                         | 1926                                            | Maison de Jeanne d'Arc                             |
| Maison de Saint-Jean                                      | Aubigny-sur-Nère                                           | 18 rue du Bourg-Coutant                                                             | 47° 29′ 20″ nord, 2° 26′ 16″ est                | « PA00096641 »                                  | Inscrit                                         | 1926                                            | Maison de Saint-Jean                               |
| Église Saint-Ludre d'Augy-sur-Aubois                      | Augy-sur-Aubois                                            | Le Bourg                                                                            | 46° 47′ 07″ nord, 2° 50′ 35″ est                | « PA00096645 »                                  | Classé                                          | 1959                                            | Église Saint-Ludre d'Augy-sur-Aubois               |
| Église Saint-Hugues d'Avord                               | Avord                                                      | Le Bourg                                                                            | 47° 01′ 56″ nord, 2° 39′ 15″ est                | « PA00096646 »                                  | Classé                                          | 1911                                            | Église Saint-Hugues d'Avord                        |
| Château de Bannegon                                       | Bannegon                                                   | Le Bourg                                                                            | 46° 48′ 07″ nord, 2° 42′ 49″ est                | « PA00096647 »                                  | Classé                                          | 1965                                            | Château de Bannegon                                |
| Église Saint-Pierre de Bengy-sur-Craon                    | Bengy-sur-Craon                                            | Le Bourg                                                                            | 47° 00′ 01″ nord, 2° 44′ 50″ est                | « PA00096648 »                                  | Classé                                          | 1913                                            | Église Saint-Pierre de Bengy-sur-Craon             |
| Grange du Champ des Vignes                                | Bengy-sur-Craon                                            | Le Champ des Vignes 6 route de Nevers                                               | 47° 00′ 07″ nord, 2° 45′ 04″ est                | « PA00096937 »                                  | Inscrit                                         | 1989                                            | Image manquante Téléverser                         |
| Vieille Ville de Venoux                                   | Bessais-le-Fromental Également sur Saint-Aignan-des-Noyers | Venoux                                                                              | 46° 44′ 30″ nord, 2° 49′ 22″ est                | « PA00096649 »                                  | Inscrit                                         | 1980                                            | Image manquante Téléverser                         |
| Château de Blancafort                                     | Blancafort                                                 | Le Château                                                                          | 47° 31′ 54″ nord, 2° 32′ 03″ est                | « PA00096650 »                                  | Inscrit                                         | 1926                                            | Château de Blancafort                              |
| Château de l'Hospital-du-Fresne                           | Blancafort                                                 | L'Hospital                                                                          | 47° 30′ 55″ nord, 2° 33′ 03″ est                | « PA18000024 »                                  | Inscrit                                         | 1926                                            | Image manquante Téléverser                         |
| Église Saint-André de Blancafort                          | Blancafort                                                 | Rue de l'Église                                                                     | 47° 31′ 54″ nord, 2° 31′ 54″ est                | « PA00096651 »                                  | Inscrit                                         | 1926                                            | Église Saint-André de Blancafort                   |
| Église Saint-Germain de Blet                              | Blet                                                       | Route de Bourges                                                                    | 46° 53′ 46″ nord, 2° 43′ 47″ est                | « PA00096652 »                                  | Inscrit                                         | 1926                                            | Église Saint-Germain de Blet                       |
| Halle de Blet                                             | Blet                                                       | Le Bourg                                                                            | 46° 53′ 47″ nord, 2° 43′ 46″ est                | « PA00125347 »                                  | Inscrit                                         | 1993                                            | Halle de Blet                                      |
| Château de Buranlure                                      | Boulleret                                                  | Buranlure                                                                           | 47° 24′ 38″ nord, 2° 53′ 16″ est                | « PA00096653 »                                  | Classé                                          | 1944                                            | Château de Buranlure                               |
|                                                           | Bourges                                                    | Voir liste des monuments historiques de Bourges                                     | Voir liste des monuments historiques de Bourges | Voir liste des monuments historiques de Bourges | Voir liste des monuments historiques de Bourges | Voir liste des monuments historiques de Bourges | Voir liste des monuments historiques de Bourges    |
| Château de Brécy                                          | Brécy                                                      | Place Saint-Firmin                                                                  | 47° 07′ 21″ nord, 2° 37′ 11″ est                | « PA18000039 »                                  | Inscrit                                         | 2007                                            | Château de Brécy                                   |
| Église Saint-Aignan de Brinay                             | Brinay                                                     | Le Bourg                                                                            | 47° 10′ 41″ nord, 2° 07′ 47″ est                | « PA00096744 »                                  | Classé                                          | 1972                                            | Église Saint-Aignan de Brinay                      |
| Maison de « La Godinière » et son parc                    | Brinay                                                     |                                                                                     | 47° 10′ 41″ nord, 2° 07′ 54″ est                | « PA18000066 »                                  | Inscrit                                         | 2020                                            | Image manquante Téléverser                         |
| Église Saint-Barthélémy de Brinon-sur-Sauldre             | Brinon-sur-Sauldre                                         | Place de l'Église                                                                   | 47° 33′ 59″ nord, 2° 15′ 18″ est                | « PA00096745 »                                  | Inscrit                                         | 1926                                            | Église Saint-Barthélémy de Brinon-sur-Sauldre      |
| Abbaye de Noirlac                                         | Bruère-Allichamps                                          | Noirlac                                                                             | 46° 44′ 43″ nord, 2° 27′ 40″ est                | « PA00096746 »                                  | Classé                                          | 1862                                            | Abbaye de Noirlac                                  |
| Borne milliaire de Bruère-Allichamps                      | Bruère-Allichamps                                          | Route de Paris à Clermont R.N. 144 C.D. 92                                          | 46° 46′ 11″ nord, 2° 25′ 59″ est                | « PA00096747 »                                  | Classé                                          | 1909                                            | Borne milliaire de Bruère-Allichamps               |
| Château de Châteaufer                                     | Bruère-Allichamps                                          | Châteaufer                                                                          | 46° 47′ 43″ nord, 2° 25′ 24″ est                | « PA18000020 »                                  | Inscrit                                         | 2002                                            | Château de Châteaufer                              |
| Église Saint-Étienne d'Allichamps                         | Bruère-Allichamps                                          | Allichamps-Domaine                                                                  | 46° 47′ 00″ nord, 2° 25′ 21″ est                | « PA00096748 »                                  | Classé                                          | 2007                                            | Église Saint-Étienne d'Allichamps                  |
| Château de Bussy                                          | Bussy                                                      | 10 route de Dun-sur-Auron                                                           | 46° 54′ 15″ nord, 2° 37′ 25″ est                | « PA18000061 »                                  | Inscrit                                         | 2014                                            | Château de Bussy                                   |
| Église Saint-Pierre-et-Saint-Paul de Bussy                | Bussy                                                      | Route de Dun-sur-Auron                                                              | 46° 54′ 13″ nord, 2° 37′ 18″ est                | « PA00096749 »                                  | Classé                                          | 1910                                            | Église Saint-Pierre-et-Saint-Paul de Bussy         |
| Chapelle Saint-Sylvain de La Celle                        | La Celle                                                   | Saint-Sylvain                                                                       | 46° 46′ 23″ nord, 2° 28′ 01″ est                | « PA00096750 »                                  | Classé                                          | 1891                                            | Chapelle Saint-Sylvain de La Celle                 |
| Église Saint-Blaise de La Celle                           | La Celle                                                   | Rue des Pélerins                                                                    | 46° 46′ 06″ nord, 2° 26′ 38″ est                | « PA00096751 »                                  | Classé                                          | 1840                                            | Église Saint-Blaise de La Celle                    |
| Château du Plessis                                        | La Celle-Condé                                             | Le Plessis                                                                          | 46° 47′ 12″ nord, 2° 13′ 51″ est                | « PA00096752 »                                  | Inscrit                                         | 1948                                            | Château du Plessis                                 |
| Église Saint-Denis de Condé                               | La Celle-Condé                                             | Condé                                                                               | 46° 47′ 38″ nord, 2° 11′ 12″ est                | « PA00096753 »                                  | Classé                                          | 1862                                            | Église Saint-Denis de Condé                        |
| Église Saint-Germain de La Celle                          | La Celle-Condé                                             | Le Bourg                                                                            | 46° 47′ 39″ nord, 2° 11′ 04″ est                | « PA18000010 »                                  | Inscrit                                         | 1998                                            | Église Saint-Germain de La Celle                   |
| Château d'Yssertieux                                      | Chalivoy-Milon                                             | Les Yssertieux                                                                      | 46° 50′ 38″ nord, 2° 43′ 04″ est                | « PA00096754 »                                  | Classé Inscrit                                  | 1967                                            | Image manquante Téléverser                         |
| Église Saint-Martin de Chalivoy-Milon                     | Chalivoy-Milon                                             | Place de l'Église                                                                   | 46° 51′ 35″ nord, 2° 42′ 16″ est                | « PA00096755 »                                  | Classé                                          | 1911                                            | Église Saint-Martin de Chalivoy-Milon              |
| Église Saint-Pierre de Chambon                            | Chambon                                                    | Le Bourg                                                                            | 46° 47′ 12″ nord, 2° 19′ 30″ est                | « PA00096756 »                                  | Inscrit                                         | 1926                                            | Église Saint-Pierre de Chambon                     |
| Château de Béthune                                        | La Chapelle-d'Angillon                                     | Rue du Château                                                                      | 47° 21′ 40″ nord, 2° 26′ 07″ est                | « PA00096757 »                                  | Inscrit Classé                                  | 1963 1984                                       | Château de Béthune                                 |
| Église Saint-Étienne-et-Saint-Martin de La Chapelle-Hugon | La Chapelle-Hugon                                          | Place de l'Église                                                                   | 46° 54′ 19″ nord, 2° 56′ 41″ est                | « PA00096758 »                                  | Inscrit                                         | 1926                                            | Image manquante Téléverser                         |
| Église Saint-Martin de Charenton-du-Cher                  | Charenton-du-Cher                                          | Place de l'Église                                                                   | 46° 43′ 48″ nord, 2° 38′ 32″ est                | « PA00096759 »                                  | Inscrit                                         | 1927                                            | Église Saint-Martin de Charenton-du-Cher           |
| Grosse Forge                                              | Charenton-du-Cher                                          | Les Forges Le Grand Bief                                                            | 46° 43′ 28″ nord, 2° 39′ 16″ est                | « PA18000021 »                                  | Inscrit                                         | 2002                                            | Image manquante Téléverser                         |
| Maison                                                    | Charenton-du-Cher                                          | Rue de la Chapelle Rue de l'Abbaye                                                  | 46° 43′ 44″ nord, 2° 38′ 34″ est                | « PA00096760 »                                  | Inscrit                                         | 1930                                            | Image manquante Téléverser                         |
| Église Notre-Dame de Charly                               | Charly                                                     | Route de Cornusse                                                                   | 46° 53′ 57″ nord, 2° 44′ 51″ est                | « PA00096761 »                                  | Classé                                          | 1862                                            | Église Notre-Dame de Charly                        |
| Église Saint-Michel de Chârost                            | Chârost                                                    | Place de l'Église                                                                   | 46° 59′ 41″ nord, 2° 07′ 03″ est                | « PA00096762 »                                  | Classé                                          | 1910                                            | Église Saint-Michel de Chârost                     |
| Maison « des Cloires » et ses dépendances, jardin et parc | Chârost                                                    |                                                                                     | 46° 59′ 11″ nord, 2° 06′ 49″ est                | « PA18000067 »                                  | Inscrit                                         | 2020                                            | Image manquante Téléverser                         |
| Château de Villiers                                       | Chassy                                                     | Villiers                                                                            | 47° 01′ 52″ nord, 2° 50′ 30″ est                | « PA00096763 »                                  | Inscrit                                         | 1981                                            | Image manquante Téléverser                         |
| Église Notre-Dame-la-Petite                               | Châteaumeillant                                            | Place de la Mairie                                                                  | 46° 33′ 36″ nord, 2° 11′ 42″ est                | « PA00096764 »                                  | Classé                                          | 1914                                            | Église Notre-Dame-la-Petite                        |
| Église Saint-Genès de Châteaumeillant                     | Châteaumeillant                                            | Place De-Lattre-de-Tassigny                                                         | 46° 33′ 44″ nord, 2° 12′ 08″ est                | « PA00096766 »                                  | Classé                                          | 1862                                            | Église Saint-Genès de Châteaumeillant              |
| Maison Grégueil                                           | Châteaumeillant                                            | Rue de la Victoire                                                                  | 46° 33′ 36″ nord, 2° 11′ 42″ est                | « PA00096765 »                                  | Inscrit                                         | 1964                                            | Maison Grégueil                                    |
| Basilique Notre-Dame-des-Enfants                          | Châteauneuf-sur-Cher                                       | Rue du Château                                                                      | 46° 51′ 31″ nord, 2° 19′ 21″ est                | « PA00096767 »                                  | Inscrit                                         | 1983                                            | Basilique Notre-Dame-des-Enfants                   |
| Château de Châteauneuf-sur-Cher                           | Châteauneuf-sur-Cher                                       | Rue du Château                                                                      | 46° 51′ 31″ nord, 2° 19′ 13″ est                | « PA00096768 »                                  | Inscrit                                         | 1926 2021                                       | Château de Châteauneuf-sur-Cher                    |
| Ferme de la Maison-Neuve                                  | Châteauneuf-sur-Cher                                       | La Maison-Neuve                                                                     | 46° 52′ 17″ nord, 2° 19′ 06″ est                | « PA00096769 »                                  | Inscrit                                         | 1930                                            | Image manquante Téléverser                         |
| Église Notre-Dame de Puyferrand                           | Le Châtelet                                                | Puyferrand                                                                          | 46° 38′ 06″ nord, 2° 17′ 06″ est                | « PA00096770 »                                  | Classé                                          | 1911                                            | Église Notre-Dame de Puyferrand                    |
| Maison de maître de la Charnaye                           | Le Châtelet                                                |                                                                                     | 46° 39′ 05″ nord, 2° 16′ 02″ est                | « PA18000068 »                                  | Inscrit                                         | 2021                                            | Image manquante Téléverser                         |
| Château des Réaux (Cher)                                  | Le Chautay                                                 | Le Bourg                                                                            | 46° 59′ 36″ nord, 2° 57′ 44″ est                | « PA18000062 »                                  | Inscrit                                         | 2014                                            | Image manquante Téléverser                         |
| Église Saint-Saturnin du Chautay                          | Le Chautay                                                 | Place de l'Église                                                                   | 46° 58′ 37″ nord, 2° 57′ 58″ est                | « PA18000019 »                                  | Inscrit                                         | 2001                                            | Église Saint-Saturnin du Chautay                   |
| Abbaye Saint-Pierre de Chezal-Benoît                      | Chezal-Benoît                                              | Le Bourg                                                                            | 46° 49′ 27″ nord, 2° 06′ 48″ est                | « PA00096772 »                                  | Classé Inscrit                                  | 1908 1937 1994                                  | Abbaye Saint-Pierre de Chezal-Benoît               |
| Chapelle Notre-Dame de Sérigny                            | Civray                                                     | La Chapelle du Puits                                                                | 46° 57′ 09″ nord, 2° 12′ 15″ est                | « PA18000050 »                                  | Inscrit                                         | 2009                                            | Chapelle Notre-Dame de Sérigny                     |
| Château de Lauroy                                         | Clémont                                                    | Lauroy                                                                              | 47° 33′ 58″ nord, 2° 18′ 54″ est                | « PA00096773 »                                  | Inscrit                                         | 1981                                            | Image manquante Téléverser                         |
| Église Saint-Étienne de Clémont                           | Clémont                                                    | Le Bourg                                                                            | 47° 34′ 09″ nord, 2° 18′ 21″ est                | « PA00096774 »                                  | Inscrit                                         | 1928                                            | Église Saint-Étienne de Clémont                    |
| Château de la Salle                                       | Colombiers                                                 | La Salle Parc de la Fontaine                                                        | 46° 42′ 03″ nord, 2° 32′ 12″ est                | « PA00096775 »                                  | Inscrit                                         | 1987                                            | Château de la Salle                                |
| Croix de cimetière de Colombiers                          | Colombiers                                                 | Le Bourg                                                                            | 46° 42′ 03″ nord, 2° 32′ 21″ est                | « PA00096776 »                                  | Inscrit                                         | 1926                                            | Croix de cimetière de Colombiers                   |
| Écluse de la Tranchasse                                   | Colombiers                                                 | La Tranchasse                                                                       | 46° 40′ 50″ nord, 2° 33′ 11″ est                | « PA18000049 »                                  | Inscrit                                         | 2009                                            | Écluse de la Tranchasse                            |
| Pont-canal de La Tranchasse                               | Colombiers                                                 | La Tranchasse                                                                       | 46° 40′ 49″ nord, 2° 33′ 11″ est                | « PA18000049 »                                  | Inscrit                                         | 2009                                            | Pont-canal de La Tranchasse                        |
| Château du Moulin au Riche                                | Concressault                                               | Le Moulin Riche                                                                     | 47° 29′ 56″ nord, 2° 34′ 25″ est                | « PA00096777 »                                  | Inscrit                                         | 1987                                            | Image manquante Téléverser                         |
| Église Saint-Pierre de Concressault                       | Concressault                                               | Le Bourg Place de l'Église                                                          | 47° 29′ 23″ nord, 2° 34′ 37″ est                | « PA18000036 »                                  | Inscrit                                         | 2006                                            | Église Saint-Pierre de Concressault                |
| Église Saint-Martin de Corquoy                            | Corquoy                                                    | Le Bourg                                                                            | 46° 53′ 19″ nord, 2° 17′ 48″ est                | « PA00096778 »                                  | Inscrit                                         | 1926 2024                                       | Église Saint-Martin de Corquoy                     |
| Prieuré de Grandmont                                      | Corquoy                                                    | Domaine de Grandmont                                                                | 46° 53′ 19″ nord, 2° 17′ 48″ est                | « PA00096779 »                                  | Inscrit                                         | 1926                                            | Prieuré de Grandmont                               |
| Château du Creuzet                                        | Coust                                                      | Le Creuzet                                                                          | 46° 42′ 43″ nord, 2° 35′ 44″ est                | « PA18000063 »                                  | Inscrit                                         | 2014                                            | Château du Creuzet                                 |
| Croix des Thianges                                        | Coust                                                      | Cimetière                                                                           | 46° 41′ 36″ nord, 2° 35′ 50″ est                | « PA00096780 »                                  | Classé                                          | 1892                                            | Croix des Thianges                                 |
| Église Notre-Dame de Coust                                | Coust                                                      | Le Bourg                                                                            | 46° 41′ 39″ nord, 2° 35′ 56″ est                | « PA00096781 »                                  | Classé                                          | 1911                                            | Église Notre-Dame de Coust                         |
| Église Saint-Maurice de Cuffy                             | Cuffy                                                      | Place de l'Église                                                                   | 46° 57′ 42″ nord, 3° 03′ 13″ est                | « PA00096782 »                                  | Classé                                          | 1911                                            | Église Saint-Maurice de Cuffy                      |
| Ensemble castral de Cuffy                                 | Cuffy                                                      | La Tour                                                                             | 46° 57′ 49″ nord, 3° 02′ 51″ est                | « PA18000004 »                                  | Inscrit                                         | 1997                                            | Ensemble castral de Cuffy                          |
| Château de Culan                                          | Culan                                                      | Le Bourg                                                                            | 46° 32′ 47″ nord, 2° 21′ 08″ est                | « PA00096783 »                                  | Inscrit Classé                                  | 1926 1956                                       | Château de Culan                                   |
| Pont Vieux de Culan                                       | Culan                                                      | V.C. 4 de La Garde Dieu au Monument                                                 | 46° 32′ 39″ nord, 2° 21′ 08″ est                | « PA00096784 »                                  | Inscrit                                         | 1986                                            | Pont Vieux de Culan                                |
| Chapelle de Drevant                                       | Drevant                                                    | 7 rue des Grands-Degrés                                                             | 46° 41′ 35″ nord, 2° 31′ 29″ est                | « PA00096785 »                                  | Inscrit                                         | 1926                                            | Image manquante Téléverser                         |
| Vestiges gallo-romains de Drevant                         | Drevant                                                    | Le Bourg                                                                            | 46° 41′ 35″ nord, 2° 31′ 21″ est                | « PA00096786 »                                  | Classé                                          | 1840 1992                                       | Vestiges gallo-romains de Drevant                  |
| Château de la Périsse                                     | Dun-sur-Auron                                              | La Périsse                                                                          | 46° 53′ 03″ nord, 2° 31′ 17″ est                | « PA00096787 »                                  | Inscrit                                         | 1976 2006 2007                                  | Image manquante Téléverser                         |
| Église Saint-Étienne de Dun-sur-Auron                     | Dun-sur-Auron                                              | Place de l'Église                                                                   | 46° 53′ 12″ nord, 2° 34′ 28″ est                | « PA00096789 »                                  | Classé                                          | 1840                                            | Église Saint-Étienne de Dun-sur-Auron              |
| Fortifications de Dun-sur-Auron                           | Dun-sur-Auron                                              |                                                                                     | 46° 52′ 59″ nord, 2° 34′ 08″ est                | « PA00096790 »                                  | Inscrit                                         | 1988                                            | Fortifications de Dun-sur-Auron                    |
| Hôtel de Charles VII                                      | Dun-sur-Auron                                              | 18 rue Saint-Vincent                                                                | 46° 53′ 03″ nord, 2° 34′ 11″ est                | « PA00096791 »                                  | Inscrit Classé                                  | 1926 1945                                       | Hôtel de Charles VII                               |
| Château de Dun-sur-Auron                                  | Dun-sur-Auron                                              | Place de la Halle Place du Châtelet Boulevard du Midi                               | 46° 53′ 00″ nord, 2° 34′ 06″ est                | « PA00096788 »                                  | Classé                                          | 1913                                            | Château de Dun-sur-Auron                           |
| Porte de Dun-sur-Auron                                    | Dun-sur-Auron                                              | 10 rue Porte-Neuve                                                                  | 46° 53′ 05″ nord, 2° 34′ 19″ est                | « PA00096792 »                                  | Inscrit                                         | 1926                                            | Porte de Dun-sur-Auron                             |
| Église Saint-Martin d'Ennordres                           | Ennordres                                                  | Place de l'Église                                                                   | 47° 25′ 48″ nord, 2° 22′ 56″ est                | « PA00096793 »                                  | Classé                                          | 1921                                            | Église Saint-Martin d'Ennordres                    |
| Château de Cornançay                                      | Épineuil-le-Fleuriel                                       | Cornançay                                                                           | 46° 33′ 30″ nord, 2° 32′ 20″ est                | « PA00096794 »                                  | Inscrit                                         | 1987                                            | Image manquante Téléverser                         |
| Maison-école du Grand Meaulnes                            | Épineuil-le-Fleuriel                                       |                                                                                     | 46° 33′ 29″ nord, 2° 34′ 56″ est                | « PA00096795 »                                  | Inscrit                                         | 1972                                            | Maison-école du Grand Meaulnes                     |
| Église Saint-Martin d'Épineuil-le-Fleuriel                | Épineuil-le-Fleuriel                                       | Place de l'Église                                                                   | 46° 33′ 28″ nord, 2° 34′ 55″ est                | « PA00096796 »                                  | Inscrit                                         | 1986                                            | Église Saint-Martin d'Épineuil-le-Fleuriel         |
| Motte castrale d'Épineuil-le-Fleuriel                     | Épineuil-le-Fleuriel                                       | Le Bourg C.D. n°4                                                                   | 46° 33′ 26″ nord, 2° 34′ 48″ est                | « PA00096797 »                                  | Inscrit                                         | 1987                                            | Image manquante Téléverser                         |
| Château de la Brosse                                      | Farges-Allichamps                                          | La Brosse                                                                           | 46° 45′ 38″ nord, 2° 25′ 01″ est                | « PA18000016 »                                  | Inscrit                                         | 2000                                            | Château de la Brosse                               |
| Château de Bois-Bouzon                                    | Farges-en-Septaine                                         | Bois-Bouzon 15 rue de Bois-Bouzon                                                   | 47° 04′ 20″ nord, 2° 39′ 44″ est                | « PA00096798 »                                  | Inscrit                                         | 1942 1946                                       | Image manquante Téléverser                         |
| Maison forte de Chaudenay                                 | Faverdines                                                 | Chaudenay                                                                           | 46° 39′ 08″ nord, 2° 29′ 06″ est                | « PA00096799 »                                  | Inscrit                                         | 1987                                            | Image manquante Téléverser                         |
| Château de Foëcy                                          | Foëcy                                                      | Le Parc                                                                             | 47° 10′ 44″ nord, 2° 09′ 41″ est                | « PA00096800 »                                  | Inscrit                                         | 1989                                            | Image manquante Téléverser                         |
| Église Notre-Dame de Garigny                              | Garigny                                                    | Place de la Mairie                                                                  | 47° 05′ 11″ nord, 2° 53′ 12″ est                | « PA00096801 »                                  | Classé Inscrit                                  | 1913 2015                                       | Église Notre-Dame de Garigny                       |
| Château de la Maisonfort                                  | Genouilly                                                  | La Maisonfort                                                                       | 47° 12′ 31″ nord, 1° 55′ 07″ est                | « PA00096802 »                                  | Inscrit Classé                                  | 1927 1965 1990                                  | Image manquante Téléverser                         |
| Église Saint-Symphorien de Genouilly                      | Genouilly                                                  | Les Chapeliers                                                                      | 47° 11′ 29″ nord, 1° 53′ 04″ est                | « PA00096803 »                                  | Inscrit                                         | 1927                                            | Église Saint-Symphorien de Genouilly               |
| Prieuré de Fontblanche                                    | Genouilly                                                  | Grandmont                                                                           | 47° 12′ 31″ nord, 1° 52′ 53″ est                | « PA00096804 »                                  | Classé                                          | 1980                                            | Prieuré de Fontblanche                             |
| Château-Renaud                                            | Germigny-l'Exempt                                          | Château-Renaud                                                                      | 46° 55′ 42″ nord, 2° 54′ 58″ est                | « PA00096805 »                                  | Classé Inscrit                                  | 1989                                            | Château-Renaud                                     |
| Église Notre-Dame de Germigny-l'Exempt                    | Germigny-l'Exempt                                          | Rue de l'Église                                                                     | 46° 55′ 08″ nord, 2° 53′ 50″ est                | « PA00096806 »                                  | Classé Inscrit                                  | 1912 2022                                       | Église Notre-Dame de Germigny-l'Exempt             |
| Château de Coulon                                         | Graçay                                                     | Coulon                                                                              | 47° 08′ 02″ nord, 1° 52′ 13″ est                | « PA00132553 »                                  | Inscrit Classé                                  | 1994                                            | Image manquante Téléverser                         |
| Église Notre-Dame de Graçay                               | Graçay                                                     | Place de l'Église                                                                   | 47° 08′ 28″ nord, 1° 50′ 44″ est                | « PA00096949 »                                  | Inscrit                                         | 1992                                            | Église Notre-Dame de Graçay                        |
| Église Saint-Martin de Graçay                             | Graçay                                                     | 4 place du Marché                                                                   | 47° 08′ 34″ nord, 1° 50′ 44″ est                | « PA00096808 »                                  | Inscrit                                         | 1930                                            | Image manquante Téléverser                         |
| Pierre Levée                                              | Graçay                                                     | Le Village aux Pois                                                                 | 47° 08′ 10″ nord, 1° 52′ 24″ est                | « PA00096807 »                                  | Classé                                          | 1889                                            | Image manquante Téléverser                         |
| Château de Grossouvre                                     | Grossouvre                                                 | Château de Grossouvre                                                               | 46° 52′ 29″ nord, 2° 57′ 09″ est                | « PA00125348 »                                  | Inscrit                                         | 1993                                            | Image manquante Téléverser                         |
| Usine métallurgique de Grossouvre                         | Grossouvre                                                 | Le Bourg 2 route de Véreaux                                                         | 46° 52′ 47″ nord, 2° 56′ 10″ est                | « PA00135282 »                                  | Classé                                          | 1999 2004                                       | Image manquante Téléverser                         |
| Rempart préhistorique de La Groutte                       | La Groutte                                                 | Le Camp de César                                                                    | 46° 41′ 14″ nord, 2° 31′ 00″ est                | « PA00096809 »                                  | Classé                                          | 1967                                            | Image manquante Téléverser                         |
| Église Saint-Étienne de La Guerche-sur-l'Aubois           | La Guerche-sur-l'Aubois                                    | Le Gravier                                                                          | 46° 57′ 02″ nord, 2° 56′ 59″ est                | « PA00096810 »                                  | Classé                                          | 1962                                            | Église Saint-Étienne de La Guerche-sur-l'Aubois    |
| Manoir de Chezelles                                       | La Guerche-sur-l'Aubois                                    | Chézels                                                                             | 46° 55′ 23″ nord, 2° 55′ 45″ est                | « PA00132554 »                                  | Inscrit                                         | 1994                                            | Image manquante Téléverser                         |
| Usine métallurgique du Fourneau                           | La Guerche-sur-l'Aubois                                    |                                                                                     | 46° 56′ 37″ nord, 2° 57′ 11″ est                | « PA18000037 »                                  | Inscrit                                         | 2006                                            | Image manquante Téléverser                         |
| Ateliers et fours de potiers de La Borne                  | Henrichemont également sur Morogues                        | La Borne-d'en-Bas                                                                   | 47° 17′ 08″ nord, 2° 34′ 44″ est                | « PA18000001 »                                  | Inscrit                                         | 1996                                            | Image manquante Téléverser                         |
| Maison de Sully                                           | Henrichemont                                               | 2 rue du Rempart 14, 16 rue Victor-Hugo                                             | 47° 18′ 16″ nord, 2° 31′ 24″ est                | « PA00096811 »                                  | Inscrit                                         | 1955                                            | Maison de Sully                                    |
| Église Saint-Loup d'Herry                                 | Herry                                                      | Rue du Paradis                                                                      | 47° 12′ 57″ nord, 2° 57′ 17″ est                | « PA00096812 »                                  | Inscrit                                         | 1926                                            | Église Saint-Loup d'Herry                          |
| Église Saint-Martin d'Humbligny                           | Humbligny                                                  | Le Bourg                                                                            | 47° 15′ 15″ nord, 2° 39′ 44″ est                | « PA00096813 »                                  | Inscrit                                         | 1938                                            | Image manquante Téléverser                         |
| Église Saint-Martin-et-Saint-Roch d'Ids-Saint-Roch        | Ids-Saint-Roch                                             | Le Bourg                                                                            | 46° 42′ 27″ nord, 2° 14′ 24″ est                | « PA00096814 »                                  | Inscrit                                         | 1926                                            | Église Saint-Martin-et-Saint-Roch d'Ids-Saint-Roch |
| Église Saint-Martin d'Ineuil                              | Ineuil                                                     | Le Bourg                                                                            | 46° 46′ 35″ nord, 2° 17′ 23″ est                | « PA00096815 »                                  | Classé                                          | 1862                                            | Église Saint-Martin d'Ineuil                       |
| Croix de cimetière d'Ivoy-le-Pré                          | Ivoy-le-Pré                                                | Route du Gué de la Pierre                                                           | 47° 20′ 48″ nord, 2° 29′ 09″ est                | « PA00096943 »                                  | Inscrit                                         | 1991                                            | Image manquante Téléverser                         |
| Église Saint-Aignan d'Ivoy-le-Pré                         | Ivoy-le-Pré                                                | Place des Tilleuls                                                                  | 47° 20′ 43″ nord, 2° 29′ 07″ est                | « PA00096816 »                                  | Inscrit                                         | 1927                                            | Image manquante Téléverser                         |
| Château de Pesselières                                    | Jalognes                                                   | Pesselières                                                                         | 47° 12′ 58″ nord, 2° 46′ 42″ est                | « PA18000045 »                                  | Inscrit                                         | 2009                                            | Château de Pesselières                             |
| Église Saint-Aignan de Jars                               | Jars                                                       | Le Bourg                                                                            | 47° 23′ 41″ nord, 2° 41′ 00″ est                | « PA00096817 »                                  | Classé                                          | 1862                                            | Église Saint-Aignan de Jars                        |
| Maison de tisserands                                      | Jars                                                       | Les Plansons-d'en-Bas                                                               | 47° 23′ 46″ nord, 2° 39′ 02″ est                | « PA00096818 »                                  | Inscrit                                         | 1966                                            | Image manquante Téléverser                         |
| Usine Grandjean                                           | Jouet-sur-l'Aubois                                         | Pruniers                                                                            | 47° 02′ 05″ nord, 2° 58′ 49″ est                | « PA18000005 »                                  | Inscrit                                         | 1997                                            | Image manquante Téléverser                         |
| Château de Jussy                                          | Jussy-Champagne                                            | Le Château                                                                          | 46° 58′ 55″ nord, 2° 39′ 10″ est                | « PA00096819 »                                  | Classé Inscrit                                  | 1946 2015                                       | Château de Jussy                                   |
| Église Saint-André de Jussy-Champagne                     | Jussy-Champagne                                            | Place de l'Église                                                                   | 46° 59′ 08″ nord, 2° 38′ 36″ est                | « PA00096820 »                                  | Classé                                          | 1911                                            | Église Saint-André de Jussy-Champagne              |
| Commanderie des Bordes                                    | Jussy-le-Chaudrier                                         |                                                                                     | 47° 07′ 30″ nord, 2° 55′ 25″ est                | « PA00135283 »                                  | Inscrit                                         | 1995                                            | Commanderie des Bordes                             |
| Église Saint-Paul de Lantan                               | Lantan                                                     |                                                                                     | 46° 54′ 23″ nord, 2° 39′ 42″ est                | « PA00096821 »                                  | Inscrit                                         | 1971                                            | Église Saint-Paul de Lantan                        |
| Château de la Ferté de Lazenay                            | Lazenay                                                    | Château de la Ferté, la Ferté                                                       | 47° 04′ 16″ nord, 2° 03′ 51″ est                | « PA00096822 »                                  | Inscrit Classé                                  | 1944 1967 1986                                  | Château de la Ferté de Lazenay                     |
| Château de Villattes                                      | Léré                                                       | Villattes                                                                           | 47° 27′ 47″ nord, 2° 51′ 21″ est                | « PA00096823 »                                  | Classé Inscrit                                  | 1922 2000                                       | Image manquante Téléverser                         |
| Collégiale Saint-Martin de Léré                           | Léré                                                       |                                                                                     | 47° 28′ 20″ nord, 2° 52′ 21″ est                | « PA00096824 »                                  | Classé Inscrit                                  | 1912 1926                                       | Collégiale Saint-Martin de Léré                    |
| Maison en bois                                            | Léré                                                       | 20 Grande-Rue                                                                       | 47° 28′ 15″ nord, 2° 52′ 26″ est                | « PA00096825 »                                  | Inscrit                                         | 1925                                            | Image manquante Téléverser                         |
| Château de Lignières                                      | Lignières                                                  | Le Bourg                                                                            | 46° 45′ 00″ nord, 2° 10′ 45″ est                | « PA00096826 »                                  | Classé                                          | 1935                                            | Château de Lignières                               |
| Église Notre-Dame de Lignières                            | Lignières                                                  | Le Bourg                                                                            | 46° 45′ 05″ nord, 2° 10′ 41″ est                | « PA00096827 »                                  | Inscrit                                         | 1926                                            | Église Notre-Dame de Lignières                     |
| Château de Saragosse                                      | Limeux                                                     | Sarragosse                                                                          | 47° 04′ 34″ nord, 2° 06′ 24″ est                | « PA18000006 »                                  | Inscrit                                         | 1997                                            | Château de Saragosse                               |
| Prieuré de Saint-Laurent de Manzay                        | Limeux                                                     | Manzai                                                                              | 47° 03′ 48″ nord, 2° 08′ 26″ est                | « PA00096828 »                                  | Inscrit                                         | 1926                                            | Image manquante Téléverser                         |
| Église Saint-Hilaire de Lissay-Lochy                      | Lissay-Lochy                                               | Lissay                                                                              | 46° 58′ 20″ nord, 2° 24′ 19″ est                | « PA00096829 »                                  | Inscrit                                         | 1930                                            | Église Saint-Hilaire de Lissay-Lochy               |
| Église Saint-Martin de Loye-sur-Arnon                     | Loye-sur-Arnon                                             |                                                                                     | 46° 39′ 10″ nord, 2° 23′ 10″ est                | « PA00096830 »                                  | Inscrit                                         | 1926                                            | Église Saint-Martin de Loye-sur-Arnon              |
| Manoir des Girouettes                                     | Loye-sur-Arnon                                             | Les Girouettes                                                                      | 46° 39′ 15″ nord, 2° 23′ 10″ est                | « PA00096831 »                                  | Inscrit                                         | 1974                                            | Image manquante Téléverser                         |
| Château de Billeron                                       | Lugny-Champagne                                            |                                                                                     | 47° 11′ 32″ nord, 2° 50′ 11″ est                | « PA00135284 »                                  | Inscrit                                         | 1995                                            | Image manquante Téléverser                         |
| Église Saint-Pierre-et-Saint-Paul de Maisonnais           | Maisonnais                                                 | Le Bourg                                                                            | 46° 38′ 25″ nord, 2° 12′ 58″ est                | « PA00096832 »                                  | Inscrit                                         | 1925                                            | Église Saint-Pierre-et-Saint-Paul de Maisonnais    |
| Prieuré d'Orsan                                           | Maisonnais                                                 | Orsan                                                                               | 46° 40′ 36″ nord, 2° 13′ 09″ est                | « PA00096833 »                                  | Inscrit                                         | 1926                                            | Image manquante Téléverser                         |
| Abbaye Saint-Martin de Massay                             | Massay                                                     | Le Bourg                                                                            | 47° 09′ 06″ nord, 1° 59′ 36″ est                | « PA00096834 »                                  | Classé Inscrit                                  | 1915 2018                                       | Abbaye Saint-Martin de Massay                      |
| Chapelle Saint-Loup de Massay                             | Massay                                                     |                                                                                     | 47° 09′ 07″ nord, 1° 59′ 39″ est                | « PA00096835 »                                  | Classé                                          | 1889                                            | Chapelle Saint-Loup de Massay                      |
| Église Saint-Paxent de Massay                             | Massay                                                     |                                                                                     | 47° 09′ 08″ nord, 1° 59′ 38″ est                | « PA00096836 »                                  | Classé                                          | 1911                                            | Église Saint-Paxent de Massay                      |
| Château de Mehun-sur-Yèvre                                | Mehun-sur-Yèvre                                            | Place du Général-Leclerc                                                            | 47° 08′ 34″ nord, 2° 13′ 00″ est                | « PA00096837 »                                  | Classé                                          | 1840                                            | Château de Mehun-sur-Yèvre                         |
| Collégiale Notre-Dame de Mehun-sur-Yèvre                  | Mehun-sur-Yèvre                                            | Place du Général-Leclerc                                                            | 47° 08′ 37″ nord, 2° 12′ 57″ est                | « PA00096838 »                                  | Classé                                          | 1840                                            | Collégiale Notre-Dame de Mehun-sur-Yèvre           |
| Maison                                                    | Mehun-sur-Yèvre                                            | 6 rue Fernand-Baudry                                                                | 47° 08′ 47″ nord, 2° 13′ 13″ est                | « PA18000007 »                                  | Inscrit                                         | 1997                                            | Image manquante Téléverser                         |
| Maison                                                    | Mehun-sur-Yèvre                                            | 63 rue Saint-Michel                                                                 | 47° 08′ 44″ nord, 2° 13′ 02″ est                | « PA00096839 »                                  | Inscrit                                         | 1931                                            | Image manquante Téléverser                         |
| Porte de l'horloge                                        | Mehun-sur-Yèvre                                            | Rue Jeanne-d'Arc                                                                    | 47° 08′ 41″ nord, 2° 13′ 03″ est                | « PA00096840 »                                  | Classé                                          | 1893                                            | Porte de l'horloge                                 |
| Château de Meillant                                       | Meillant                                                   |                                                                                     | 46° 46′ 59″ nord, 2° 30′ 15″ est                | « PA00096841 »                                  | Inscrit Classé                                  | 1926 1963                                       | Château de Meillant                                |
| Haut-fourneau de Meillant                                 | Meillant                                                   | Champange                                                                           | 46° 47′ 37″ nord, 2° 28′ 19″ est                | « PA00096940 »                                  | Inscrit                                         | 1991                                            | Image manquante Téléverser                         |
| Abbaye Notre-Dame de Fontmorigny                          | Menetou-Couture                                            | Fontmorigny                                                                         | 47° 01′ 55″ nord, 2° 57′ 24″ est                | « PA00096842 »                                  | Inscrit Classé                                  | 1925 1997                                       | Abbaye Notre-Dame de Fontmorigny                   |
| Château de Menetou-Couture                                | Menetou-Couture                                            | Le Bourg Place du Donjon                                                            | 47° 02′ 45″ nord, 2° 54′ 53″ est                | « PA00096843 »                                  | Classé Inscrit                                  | 1917 1992                                       | Château de Menetou-Couture                         |
| Église Saint-Caprais de Menetou-Couture                   | Menetou-Couture                                            | Le Bourg Rue de l'Église                                                            | 47° 02′ 44″ nord, 2° 54′ 48″ est                | « PA00096844 »                                  | Inscrit                                         | 1926                                            | Église Saint-Caprais de Menetou-Couture            |
| Château de Menetou-Salon                                  | Menetou-Salon                                              | Le Château                                                                          | 47° 14′ 06″ nord, 2° 29′ 28″ est                | « PA00096845 »                                  | Inscrit                                         | 1989                                            | Château de Menetou-Salon                           |
| Château d'Autry                                           | Méreau                                                     | Le Château d'Autry                                                                  | 47° 11′ 49″ nord, 2° 02′ 25″ est                | « PA00096846 »                                  | Inscrit                                         | 1988                                            | Château d'Autry                                    |
| Château de Chevilly (Méreau)                              | Méreau                                                     | Chevilly                                                                            | 47° 09′ 14″ nord, 2° 02′ 30″ est                | « PA00096847 »                                  | Inscrit                                         | 2020                                            | Image manquante Téléverser                         |
| Abbaye de Loroy                                           | Méry-ès-Bois                                               | Loroy                                                                               | 47° 19′ 12″ nord, 2° 25′ 08″ est                | « PA00096848 »                                  | Inscrit                                         | 1971                                            | Abbaye de Loroy                                    |
| Église Saint-Martial de Montigny                          | Montigny                                                   |                                                                                     | 47° 14′ 24″ nord, 2° 40′ 52″ est                | « PA18000044 »                                  | Inscrit                                         | 2008                                            | Image manquante Téléverser                         |
| Église Saint-Martin de Montlouis                          | Montlouis                                                  | Le Bourg                                                                            | 46° 48′ 52″ nord, 2° 14′ 25″ est                | « PA00096849 »                                  | Inscrit                                         | 1926                                            | Église Saint-Martin de Montlouis                   |
| Maison de Varennes                                        | Montlouis                                                  | Varennes                                                                            | 46° 48′ 57″ nord, 2° 16′ 17″ est                | « PA00132555 »                                  | Inscrit                                         | 1994                                            | Image manquante Téléverser                         |
| Église Saint-Sulpice de Mornay-Berry                      | Mornay-Berry                                               | Le Bourg                                                                            | 47° 02′ 56″ nord, 2° 52′ 17″ est                | « PA00096850 »                                  | Inscrit                                         | 1926                                            | Église Saint-Sulpice de Mornay-Berry               |
| Maison forte de Mornay                                    | Mornay-Berry                                               | 11 route de Nevers                                                                  | 47° 02′ 57″ nord, 2° 52′ 52″ est                | « PA18000046 »                                  | Inscrit                                         | 2009                                            | Maison forte de Mornay                             |
| Ateliers et fours de potiers de La Borne                  | Morogues également sur Henrichemont                        | La Borne-d'en-Bas                                                                   | 47° 17′ 08″ nord, 2° 34′ 44″ est                | « PA18000002 »                                  | Inscrit                                         | 1996                                            | Image manquante Téléverser                         |
| Château de Maupas                                         | Morogues                                                   | Château de Maupas                                                                   | 47° 14′ 42″ nord, 2° 35′ 10″ est                | « PA00096948 »                                  | Inscrit                                         | 1992                                            | Château de Maupas                                  |
| Église Saint-Symphorien de Morogues                       | Morogues                                                   | Le Bourg                                                                            | 47° 14′ 26″ nord, 2° 35′ 54″ est                | « PA00096851 »                                  | Inscrit                                         | 1926                                            | Église Saint-Symphorien de Morogues                |
| Chapelle Notre-Dame de Liesse et de Consolation           | Moulins-sur-Yèvre                                          | hameau de Maubranche                                                                | 47° 06′ 14″ nord, 2° 31′ 31″ est                | « PA18000057 »                                  | Inscrit                                         | 2013                                            | Image manquante Téléverser                         |
| Château de Maubranche                                     | Moulins-sur-Yèvre                                          | hameau de Maubranche                                                                | 47° 06′ 33″ nord, 2° 32′ 08″ est                | « PA18000058 »                                  | Inscrit                                         | 2013                                            | Image manquante Téléverser                         |
| Château de Nancay                                         | Nançay                                                     | Le Château de Nançay                                                                | 47° 20′ 54″ nord, 2° 11′ 54″ est                | « PA00096852 »                                  | Inscrit                                         | 1986                                            | Château de Nancay                                  |
| Château de Lienesse                                       | Neuilly-en-Dun                                             | Liénesse                                                                            | 46° 47′ 02″ nord, 2° 46′ 38″ est                | « PA00096853 »                                  | Inscrit                                         | 1971                                            | Image manquante Téléverser                         |
| Église Saint-Roch de Neuilly-en-Dun                       | Neuilly-en-Dun                                             |                                                                                     | 46° 47′ 58″ nord, 2° 47′ 01″ est                | « PA00096854 »                                  | Classé                                          | 1913                                            | Église Saint-Roch de Neuilly-en-Dun                |
| Château de Saint-Hubert                                   | Neuvy-sur-Barangeon                                        | Le Grand Chavanon                                                                   | 47° 18′ 01″ nord, 2° 13′ 58″ est                | « PA18000043 »                                  | Inscrit                                         | 2008                                            | Image manquante Téléverser                         |
| Église Saint-Martin de Neuvy-le-Barrois                   | Neuvy-le-Barrois                                           |                                                                                     | 46° 51′ 53″ nord, 3° 02′ 15″ est                | « PA00096856 »                                  | Inscrit                                         | 1926                                            | Image manquante Téléverser                         |
| Ensemble castral de Vèvre                                 | Neuvy-Deux-Clochers                                        |                                                                                     | 47° 17′ 16″ nord, 2° 43′ 24″ est                | « PA00096855 »                                  | Inscrit Classé                                  | 1991 2008                                       | Ensemble castral de Vèvre                          |
| Ensemble bâti par le céramiste Jean Linard                | Neuvy-Deux-Clochers                                        | Les Poteries                                                                        | 47° 17′ 20″ nord, 2° 37′ 47″ est                | « PA18000056 »                                  | Inscrit                                         | 2012                                            | Ensemble bâti par le céramiste Jean Linard         |
| Château du Préau                                          | Nohant-en-Goût                                             | Le Préau                                                                            | 47° 04′ 07″ nord, 2° 33′ 42″ est                | « PA00096857 »                                  | Inscrit                                         | 1962                                            | Image manquante Téléverser                         |
| Église Saint-Martin de Nohant-en-Graçay                   | Nohant-en-Graçay                                           |                                                                                     | 47° 08′ 10″ nord, 1° 53′ 38″ est                | « PA00096858 »                                  | Classé                                          | 1921                                            | Église Saint-Martin de Nohant-en-Graçay            |
| Château de Boucard                                        | Le Noyer                                                   | Château de Boucard Champs Bontemps Boucard                                          | 47° 21′ 02″ nord, 2° 40′ 54″ est                | « PA00096859 »                                  | Classé                                          | 1995                                            | Château de Boucard                                 |
| Locature de la Gravière                                   | Le Noyer                                                   | La Gravière                                                                         | 47° 21′ 19″ nord, 2° 41′ 00″ est                | « PA00096860 »                                  | Inscrit                                         | 1987                                            | Image manquante Téléverser                         |
| Église Saint-Paxent de Nozières                           | Nozières                                                   |                                                                                     | 46° 44′ 06″ nord, 2° 26′ 02″ est                | « PA00096861 »                                  | Inscrit                                         | 1971                                            | Église Saint-Paxent de Nozières                    |
| Château de la Verrerie                                    | Oizon                                                      | La Verrerie                                                                         | 47° 25′ 23″ nord, 2° 31′ 20″ est                | « PA00096862 »                                  | Inscrit Classé                                  | 1926 1987                                       | Château de la Verrerie                             |
| Église Saint-Julien d'Osmery                              | Osmery                                                     |                                                                                     | 46° 56′ 06″ nord, 2° 39′ 15″ est                | « PA00096863 »                                  | Classé                                          | 1932                                            | Église Saint-Julien d'Osmery                       |
| Église Saint-Christophe d'Ourouer-les-Bourdelins          | Ourouer-les-Bourdelins                                     |                                                                                     | 46° 55′ 31″ nord, 2° 47′ 27″ est                | « PA00096864 »                                  | Inscrit                                         | 1926                                            | Image manquante Téléverser                         |
| Église de la Sainte-Trinité de Parassy                    | Parassy                                                    |                                                                                     | 47° 13′ 59″ nord, 2° 32′ 53″ est                | « PA00096865 »                                  | Inscrit                                         | 1926                                            | Image manquante Téléverser                         |
| Croix de Parnay                                           | Parnay                                                     | Le Bourg                                                                            | 46° 50′ 57″ nord, 2° 34′ 17″ est                | « PA00096866 »                                  | Inscrit                                         | 1926                                            | Image manquante Téléverser                         |
| Église Saint-Martin de Plaimpied                          | Plaimpied-Givaudins                                        | Rue Saint-Martin                                                                    | 46° 59′ 54″ nord, 2° 27′ 19″ est                | « PA00096867 »                                  | Classé Inscrit Inscrit                          | 1840 1931 2011                                  | Église Saint-Martin de Plaimpied                   |
| Presbytère de Plaimpied-Givaudins                         | Plaimpied-Givaudins                                        |                                                                                     | 46° 59′ 53″ nord, 2° 27′ 18″ est                | « PA00096868 »                                  | Inscrit                                         | 1931                                            | Image manquante Téléverser                         |
| Maison                                                    | Préveranges                                                | 2 rue des Écoles Rue du Moulin                                                      | 46° 26′ 01″ nord, 2° 15′ 16″ est                | « PA18000008 »                                  | Inscrit                                         | 1997                                            | Image manquante Téléverser                         |
| Église Saint-Laurent de Primelles                         | Primelles                                                  | Le Bourg                                                                            | 46° 54′ 11″ nord, 2° 12′ 48″ est                | « PA00096869 »                                  | Classé                                          | 1911                                            | Église Saint-Laurent de Primelles                  |
| Château de Quincy                                         | Quincy                                                     | Le Bourg Le Parc                                                                    | 47° 07′ 58″ nord, 2° 09′ 30″ est                | « PA00096870 »                                  | Classé                                          | 1992                                            | Image manquante Téléverser                         |
| Château de Sagonne                                        | Sagonne                                                    | Le Bourg                                                                            | 46° 51′ 00″ nord, 2° 49′ 35″ est                | « PA00096871 »                                  | Classé                                          | 1914                                            | Château de Sagonne                                 |
| Château de la Motte                                       | Sagonne                                                    | La Motte Béraud                                                                     | 46° 51′ 37″ nord, 2° 50′ 17″ est                | « PA18000055 »                                  | Inscrit                                         | 2012                                            | Image manquante Téléverser                         |
| Église Saint-Laurent de Sagonne                           | Sagonne                                                    | Le Bourg                                                                            | 46° 50′ 59″ nord, 2° 49′ 29″ est                | « PA00096872 »                                  | Inscrit                                         | 1926                                            | Image manquante Téléverser                         |
| Vieille Ville de Venoux                                   | Saint-Aignan-des-Noyers Également sur Bessais-le-Fromental | Crot du Chêne La Vieille Ville de Venoux                                            | 46° 44′ 30″ nord, 2° 49′ 22″ est                | « PA00096873 »                                  | Inscrit                                         | 1980                                            | Image manquante Téléverser                         |
| Château de Montrond                                       | Saint-Amand-Montrond                                       | Montrond                                                                            | 46° 43′ 21″ nord, 2° 29′ 44″ est                | « PA00096877 »                                  | Classé Inscrit                                  | 1988                                            | Château de Montrond                                |
| Couvent des Capucins de Saint-Amand-Montrond              | Saint-Amand-Montrond                                       | Rue Bernard Rey 44 avenue Jean-Jaurès                                               | 46° 43′ 32″ nord, 2° 29′ 44″ est                | « PA00096874 »                                  | Inscrit                                         | 2018                                            | Image manquante Téléverser                         |
| Église des Carmes de Saint-Amand-Montrond                 | Saint-Amand-Montrond                                       | Place de l'Hôtel-de-Ville 1 rue Jean Valette                                        | 46° 43′ 18″ nord, 2° 30′ 24″ est                | « PA00096876 »                                  | Inscrit                                         | 1926                                            | Église des Carmes de Saint-Amand-Montrond          |
| Église Saint-Amand de Saint-Amand-Montrond                | Saint-Amand-Montrond                                       | Rue Porte-Verte                                                                     | 46° 43′ 16″ nord, 2° 30′ 42″ est                | « PA00096875 »                                  | Classé                                          | 1840                                            | Église Saint-Amand de Saint-Amand-Montrond         |
| Hôtel Neyret de la Ravoie                                 | Saint-Amand-Montrond                                       | 25, 27 rue Porte-Mutin Rue de l'Equerre Rue Émile Zola                              | 46° 43′ 19″ nord, 2° 30′ 20″ est                | « PA00096878 »                                  | Inscrit                                         | 1932                                            | Hôtel Neyret de la Ravoie                          |
| Maison                                                    | Saint-Amand-Montrond                                       | 13 rue Émile-Zola                                                                   | 46° 43′ 21″ nord, 2° 30′ 23″ est                | « PA00096941 »                                  | Inscrit                                         | 1991                                            | Maison                                             |
| Maison                                                    | Saint-Amand-Montrond                                       | 1 rue du Four Rue Raoul-Rochette                                                    | 46° 43′ 19″ nord, 2° 30′ 26″ est                | « PA00096880 »                                  | Inscrit                                         | 1926                                            | Maison                                             |
| Maison                                                    | Saint-Amand-Montrond                                       | 36 Place du Marché 4, 6 rue Croix-de-Fer 36, 38 place Fernand-Ragotin               | 46° 43′ 21″ nord, 2° 30′ 27″ est                | « PA00096879 »                                  | Inscrit                                         | 1935                                            | Maison                                             |
| Château de Montalivet-Lagrange                            | Saint-Bouize                                               |                                                                                     | 47° 16′ 20″ nord, 2° 54′ 01″ est                | « PA00096881 »                                  | Inscrit Classé                                  | 1997 1999                                       | Château de Montalivet-Lagrange                     |
| Église Saint-Baudel de Saint-Bouize                       | Saint-Bouize                                               | Le Bourg                                                                            | 47° 17′ 06″ nord, 2° 53′ 09″ est                | « PA00096882 »                                  | Inscrit                                         | 2024                                            | Image manquante Téléverser                         |
| Château de la Forêt-Grailly                               | Saint-Christophe-le-Chaudry                                | La Forêt-Grailly                                                                    | 46° 34′ 43″ nord, 2° 22′ 08″ est                | « PA00096883 »                                  | Inscrit                                         | 1987                                            | Château de la Forêt-Grailly                        |
| Église Sainte-Gemme de Sainte-Gemme-en-Sancerrois         | Sainte-Gemme-en-Sancerrois                                 |                                                                                     | 47° 23′ 39″ nord, 2° 48′ 56″ est                | « PA00096885 »                                  | Inscrit                                         | 1926                                            | Église Sainte-Gemme de Sainte-Gemme-en-Sancerrois  |
| Église Sainte-Solange de Sainte-Solange                   | Sainte-Solange                                             |                                                                                     | 47° 08′ 08″ nord, 2° 33′ 02″ est                | « PA00096897 »                                  | Classé                                          | 1913                                            | Église Sainte-Solange de Sainte-Solange            |
| Château de Saint-Florent-sur-Cher                         | Saint-Florent-sur-Cher                                     | Place de la République                                                              | 46° 59′ 35″ nord, 2° 14′ 41″ est                | « PA00096884 »                                  | Inscrit                                         | 1936                                            | Château de Saint-Florent-sur-Cher                  |
| Usine métallurgique des Lavoirs                           | Saint-Florent-sur-Cher                                     | Le Fourneau                                                                         | 46° 58′ 38″ nord, 2° 15′ 19″ est                | « PA00096944 »                                  | Inscrit Classé                                  | 1991 1992                                       | Image manquante Téléverser                         |
| Pierre à la Femme                                         | Saint-Georges-sur-Moulon                                   | Vignes de Coulaire                                                                  | 47° 10′ 59″ nord, 2° 23′ 34″ est                | « PA00096888 »                                  | Classé                                          | 1889                                            | Pierre à la Femme                                  |
| Château de Poisieux                                       | Saint-Georges-de-Poisieux                                  | Le Château de Poisieux 4 rue du Château                                             | 46° 40′ 26″ nord, 2° 29′ 51″ est                | « PA18000051 »                                  | Inscrit                                         | 2009                                            | Image manquante Téléverser                         |
| Église Saint-Georges de Saint-Georges-de-Poisieux         | Saint-Georges-de-Poisieux                                  | Le Bourg                                                                            | 46° 41′ 16″ nord, 2° 28′ 44″ est                | « PA00096886 »                                  | Classé                                          | 1907                                            | Église Saint-Georges de Saint-Georges-de-Poisieux  |
| Église Saint-Paul de Saint-Georges-de-Poisieux            | Saint-Georges-de-Poisieux                                  | Soye l'Église                                                                       | 46° 41′ 16″ nord, 2° 28′ 44″ est                | « PA00096887 »                                  | Classé Inscrit                                  | 1921 1965                                       | Image manquante Téléverser                         |
| Château de Rozay                                          | Saint-Georges-sur-la-Prée                                  | Rozay                                                                               | 47° 13′ 57″ nord, 1° 56′ 48″ est                | « PA18000015 »                                  | Inscrit                                         | 2000                                            | Image manquante Téléverser                         |
| Château du Plaix                                          | Saint-Hilaire-en-Lignières                                 | Le Plaix                                                                            | 46° 43′ 37″ nord, 2° 10′ 27″ est                | « PA00135285 »                                  | Inscrit                                         | 1995                                            | Château du Plaix                                   |
| Église Saint-Hilaire de Saint-Hilaire-en-Lignières        | Saint-Hilaire-en-Lignières                                 | Le Bourg                                                                            | 46° 43′ 36″ nord, 2° 10′ 28″ est                | « PA00096889 »                                  | Classé                                          | 1912                                            | Église Saint-Hilaire de Saint-Hilaire-en-Lignières |
| Église Saint-Georges de Saint-Jeanvrin                    | Saint-Jeanvrin                                             |                                                                                     | 46° 35′ 46″ nord, 2° 14′ 05″ est                | « PA00096890 »                                  | Classé                                          | 1911                                            | Église Saint-Georges de Saint-Jeanvrin             |
| Prieuré Saint-Gilles et Saint-Loup de Bléron              | Saint-Martin-d'Auxigny                                     | Bléron Forêt d'Allogny                                                              | 47° 11′ 57″ nord, 2° 21′ 02″ est                | « PA18000059 »                                  | Inscrit                                         | 2013                                            | Image manquante Téléverser                         |
| Château de Turly                                          | Saint-Michel-de-Volangis                                   |                                                                                     | 47° 07′ 25″ nord, 2° 28′ 29″ est                | « PA18000038 »                                  | Inscrit                                         | 2020                                            | Image manquante Téléverser                         |
| Collégiale Saint-Austrégésile de Saint-Outrille           | Saint-Outrille                                             |                                                                                     | 47° 08′ 38″ nord, 1° 50′ 32″ est                | « PA00096891 »                                  | Classé                                          | 1886                                            | Collégiale Saint-Austrégésile de Saint-Outrille    |
| Église Saint-Pierre de Saint-Pierre-les-Bois              | Saint-Pierre-les-Bois                                      |                                                                                     | 46° 39′ 53″ nord, 2° 16′ 43″ est                | « PA00096892 »                                  | Inscrit                                         | 1926                                            | Église Saint-Pierre de Saint-Pierre-les-Bois       |
| Église Saint-Pierre de Saint-Pierre-les-Étieux            | Saint-Pierre-les-Étieux                                    | Le Bourg                                                                            | 46° 44′ 04″ nord, 2° 37′ 29″ est                | « PA00096893 »                                  | Inscrit                                         | 1925                                            | Église Saint-Pierre de Saint-Pierre-les-Étieux     |
| Manoir de Saint-Pierre-les-Étieux                         | Saint-Pierre-les-Étieux                                    | Le Château                                                                          | 46° 43′ 58″ nord, 2° 37′ 18″ est                | « PA00096895 »                                  | Inscrit                                         | 1931                                            | Image manquante Téléverser                         |
| Abbaye Saint-Satur                                        | Saint-Satur                                                |                                                                                     | 47° 20′ 24″ nord, 2° 51′ 12″ est                | « PA18000022 »                                  | Inscrit                                         | 2003                                            | Abbaye Saint-Satur                                 |
| Église Saint-Pierre de Saint-Satur                        | Saint-Satur                                                | Rue du Commerce Rue Eugène Audonnet Place de la Libération                          | 47° 20′ 24″ nord, 2° 51′ 12″ est                | « PA00096896 »                                  | Classé                                          | 1840                                            | Église Saint-Pierre de Saint-Satur                 |
| Église Saint-Symphorien de Saint-Symphorien (Cher)        | Saint-Symphorien                                           |                                                                                     | 46° 48′ 43″ nord, 2° 18′ 43″ est                | « PA00096898 »                                  | Inscrit                                         | 1927                                            | Église Saint-Symphorien de Saint-Symphorien (Cher) |
| Église Saint-Jacques-et-Saint-Cyr de Sancergues           | Sancergues                                                 | Place Saint-Jacques                                                                 | 47° 09′ 20″ nord, 2° 55′ 05″ est                | « PA00096899 »                                  | Inscrit                                         | 1926                                            | Église Saint-Jacques-et-Saint-Cyr de Sancergues    |
| Beffroi de Sancerre                                       | Sancerre                                                   | Place Saint-Jean                                                                    | 47° 19′ 51″ nord, 2° 50′ 19″ est                | « PA00096900 »                                  | Classé                                          | 1913                                            | Beffroi de Sancerre                                |
| Château de Sancerre                                       | Sancerre                                                   | Place du Connétable                                                                 | 47° 19′ 52″ nord, 2° 50′ 27″ est                | « PA00096902 »                                  | Inscrit                                         | 1927                                            | Château de Sancerre                                |
| Église Saint-Pierre de Sancerre                           | Sancerre                                                   | Place Saint-Père                                                                    | 47° 19′ 50″ nord, 2° 50′ 20″ est                | « PA00096894 »                                  | Classé                                          | 1954                                            | Église Saint-Pierre de Sancerre                    |
| Maison Clément                                            | Sancerre                                                   | 4 place de la Panneterie                                                            | 47° 19′ 47″ nord, 2° 50′ 21″ est                | « PA18000047 »                                  | Inscrit                                         | 2009                                            | Maison Clément                                     |
| Maison Farnault                                           | Sancerre                                                   | 3 rue du Méridien                                                                   | 47° 19′ 51″ nord, 2° 50′ 18″ est                | « PA00096901 »                                  | Inscrit                                         | 1968                                            | Maison Farnault                                    |
| Tour des Fiefs                                            | Sancerre                                                   | Place du Connétable                                                                 | 47° 19′ 50″ nord, 2° 50′ 25″ est                | « PA00096902 »                                  | Inscrit                                         | 1927                                            | Tour des Fiefs                                     |
| Donjon de Jouy                                            | Sancoins                                                   | Jouy                                                                                | 46° 49′ 17″ nord, 2° 52′ 04″ est                | « PA00096903 »                                  | Inscrit                                         | 1926                                            | Donjon de Jouy                                     |
| Tour de Jeanne d'Arc                                      | Sancoins                                                   | 54 rue Fernand Duruisseau                                                           | 46° 49′ 56″ nord, 2° 55′ 05″ est                | « PA00096904 »                                  | Inscrit                                         | 1928                                            | Image manquante Téléverser                         |
| Église Notre-Dame de Santranges                           | Santranges                                                 |                                                                                     | 47° 29′ 53″ nord, 2° 46′ 22″ est                | « PA00096905 »                                  | Inscrit                                         | 1931                                            | Église Notre-Dame de Santranges                    |
| Château de la Lande                                       | Saulzais-le-Potier                                         | La Lande                                                                            | 46° 35′ 27″ nord, 2° 28′ 36″ est                | « PA00096945 »                                  | Inscrit                                         | 1992                                            | Image manquante Téléverser                         |
| Château de Beaujeu                                        | Sens-Beaujeu                                               | Château de Beaujeu                                                                  | 47° 19′ 30″ nord, 2° 42′ 04″ est                | « PA00096906 »                                  | Inscrit                                         | 1981                                            | Château de Beaujeu                                 |
| Église Saint-Ursin de Serruelles                          | Serruelles                                                 | Le Village de Serruelles                                                            | 46° 53′ 18″ nord, 2° 23′ 01″ est                | « PA00096907 »                                  | Inscrit                                         | 1981                                            | Image manquante Téléverser                         |
| Église Saint-Pardoux de Soye-en-Septaine                  | Soye-en-Septaine                                           | Le Bourg de Soye                                                                    | 47° 01′ 36″ nord, 2° 29′ 23″ est                | « PA00096908 »                                  | Inscrit                                         | 1926                                            | Image manquante Téléverser                         |
| Église Notre-Dame du Subdray                              | Le Subdray                                                 | Le Bourg                                                                            | 47° 00′ 39″ nord, 2° 17′ 38″ est                | « PA00096909 »                                  | Inscrit                                         | 1926                                            | Église Notre-Dame du Subdray                       |
| Moulin à eau de Tirepeine                                 | Subligny                                                   |                                                                                     | 47° 24′ 52″ nord, 2° 43′ 45″ est                | « PA18000053 »                                  | Inscrit                                         | 2010                                            | Moulin à eau de Tirepeine                          |
| Église Saint-Jean-Baptiste de Sury-près-Léré              | Sury-près-Léré                                             | Le Bourg                                                                            | 47° 28′ 54″ nord, 2° 51′ 51″ est                | « PA00096911 »                                  | Classé                                          | 1992                                            | Église Saint-Jean-Baptiste de Sury-près-Léré       |
| Église Saint-Étienne de Sury-en-Vaux                      | Sury-en-Vaux                                               |                                                                                     | 47° 22′ 06″ nord, 2° 48′ 12″ est                | « PA00096910 »                                  | Inscrit                                         | 1926                                            | Église Saint-Étienne de Sury-en-Vaux               |
| Château de la Forêt                                       | Thaumiers                                                  | Château de la Forêt                                                                 | 46° 49′ 24″ nord, 2° 38′ 26″ est                | « PA00096912 »                                  | Inscrit                                         | 1979                                            | Château de la Forêt                                |
| Église Saint-Saturnin de Thaumiers                        | Thaumiers                                                  | Le Bourg                                                                            | 46° 49′ 17″ nord, 2° 39′ 16″ est                | « PA00096913 »                                  | Classé                                          | 1911                                            | Église Saint-Saturnin de Thaumiers                 |
| Château de l'Isle-sur-Arnon                               | Touchay                                                    | L'Île                                                                               | 46° 42′ 12″ nord, 2° 12′ 33″ est                | « PA00096914 »                                  | Inscrit                                         | 1926                                            | Image manquante Téléverser                         |
| Église Saint-Martin de Touchay                            | Touchay                                                    |                                                                                     | 46° 42′ 44″ nord, 2° 12′ 39″ est                | « PA00096915 »                                  | Inscrit                                         | 1926                                            | Église Saint-Martin de Touchay                     |
| Château de Bigny                                          | Vallenay                                                   | Château de Bigny                                                                    | 46° 47′ 03″ nord, 2° 24′ 20″ est                | « PA00096916 »                                  | Inscrit                                         | 1981                                            | Château de Bigny                                   |
| Église Saint-Martin de Vallenay                           | Vallenay                                                   | Le Bourg                                                                            | 46° 47′ 03″ nord, 2° 22′ 21″ est                | « PA18000011 »                                  | Inscrit                                         | 1998                                            | Église Saint-Martin de Vallenay                    |
| Petite Forge                                              | Vallenay                                                   | Bigny                                                                               | 46° 48′ 09″ nord, 2° 22′ 40″ est                | « PA00096942 »                                  | Inscrit                                         | 1991                                            | Image manquante Téléverser                         |
| Château d'Aigues-Mortes                                   | Venesmes                                                   | Aiguemorte                                                                          | 46° 49′ 59″ nord, 2° 20′ 03″ est                | « PA00096917 »                                  | Inscrit                                         | 1926                                            | Image manquante Téléverser                         |
| Collégiale Saint-Pierre de Venesmes                       | Venesmes                                                   | Le Bourg                                                                            | 46° 50′ 23″ nord, 2° 18′ 49″ est                | « PA00096918 »                                  | Inscrit                                         | 1927                                            | Image manquante Téléverser                         |
| Église Saint-Martin de Vereaux                            | Vereaux                                                    | Rue de l'Église                                                                     | 46° 52′ 49″ nord, 2° 52′ 40″ est                | « PA00096919 »                                  | Classé                                          | 1912                                            | Image manquante Téléverser                         |
| Église Notre-Dame de Vernais                              | Vernais                                                    | Le Bourg                                                                            | 46° 45′ 57″ nord, 2° 42′ 49″ est                | « PA00096920 »                                  | Classé                                          | 1995                                            | Église Notre-Dame de Vernais                       |
| Église Saint-Cyr de Vesdun                                | Vesdun                                                     | Le Bourg                                                                            | 46° 32′ 19″ nord, 2° 25′ 48″ est                | « PA00132556 »                                  | Inscrit                                         | 1994                                            | Église Saint-Cyr de Vesdun                         |
| Ateliers Célestin Gérard                                  | Vierzon                                                    | 10 avenue Pierre-Sémard 4 rue Bernard-Palissy Rue du Bas-de-Grange Rue Maxime-Gorki | 47° 13′ 31″ nord, 2° 03′ 40″ est                | « PA18000012 »                                  | Inscrit                                         | 1999                                            | Ateliers Célestin Gérard                           |
| Beffroi de Vierzon                                        | Vierzon                                                    | Rue du Château Place du Château                                                     | 47° 13′ 22″ nord, 2° 04′ 17″ est                | « PA00096921 »                                  | Inscrit                                         | 1926                                            | Beffroi de Vierzon                                 |
| Château de la Noue                                        | Vierzon                                                    | La Noue                                                                             | 47° 12′ 39″ nord, 2° 03′ 40″ est                | « PA00096922 »                                  | Inscrit                                         | 1975                                            | Image manquante Téléverser                         |
| Église Notre-Dame de Vierzon                              | Vierzon                                                    | Place de l'Église Notre-Dame                                                        | 47° 13′ 20″ nord, 2° 04′ 16″ est                | « PA00096923 »                                  | Inscrit                                         | 1926                                            | Église Notre-Dame de Vierzon                       |
| Jardin de l'abbaye de Vierzon                             | Vierzon                                                    | L'Abbaye                                                                            | 47° 13′ 15″ nord, 2° 04′ 12″ est                | « PA00096924 »                                  | Classé                                          | 1996                                            | Jardin de l'abbaye de Vierzon                      |
| Logis des Monnayeurs                                      | Vierzon                                                    | 5 rue de la Monnaie                                                                 | 47° 13′ 20″ nord, 2° 04′ 12″ est                | « PA00096925 »                                  | Inscrit                                         | 1971                                            | Image manquante Téléverser                         |
| Logis Saint-Jean                                          | Vierzon                                                    | 18 place Vaillant-Couturier                                                         | 47° 13′ 25″ nord, 2° 04′ 12″ est                | « PA00096926 »                                  | Inscrit                                         | 1972                                            | Image manquante Téléverser                         |
| Maison des Vicaires                                       | Vierzon                                                    | 51 rue Armand-Brunet                                                                | 47° 13′ 18″ nord, 2° 04′ 17″ est                | « PA00096927 »                                  | Inscrit Classé                                  | 1944                                            | Maison des Vicaires                                |
| Maison                                                    | Vierzon                                                    | 55 rue du Maréchal Joffre                                                           | 47° 13′ 22″ nord, 2° 04′ 13″ est                | « PA00096928 »                                  | Inscrit                                         | 1971                                            | Maison                                             |
| Maison à pans de bois                                     | Vierzon                                                    | 36 rue du Maréchal-Joffre Rue du Marché-au-Blé                                      | 47° 13′ 23″ nord, 2° 04′ 10″ est                | « PA00096929 »                                  | Inscrit                                         | 1971                                            | Maison à pans de bois                              |
| Manoir de la Gaillardière                                 | Vierzon                                                    | La Gaillardière                                                                     | 47° 13′ 40″ nord, 2° 07′ 07″ est                | « PA00096930 »                                  | Inscrit                                         | 1950                                            | Image manquante Téléverser                         |
| Usines de porcelaine Gaucher et Vincent-Blin              | Vierzon                                                    | Impasse Pierre-Debournu                                                             | 47° 13′ 24″ nord, 2° 03′ 43″ est                | « PA18000013 »                                  | Inscrit                                         | 1999                                            | Usines de porcelaine Gaucher et Vincent-Blin       |
| Château de Blosset                                        | Vignoux-sur-Barangeon                                      | Le Blosset L'Enclos du Château                                                      | 47° 12′ 20″ nord, 2° 10′ 31″ est                | « PA00135286 »                                  | Inscrit                                         | 1995                                            | Château de Blosset                                 |
| Château de Savoye                                         | Villabon                                                   | Savoie                                                                              | 47° 06′ 47″ nord, 2° 40′ 46″ est                | « PA18000009 »                                  | Inscrit                                         | 1997                                            | Image manquante Téléverser                         |
| Église Saint-Georges de Villegenon                        | Villegenon                                                 |                                                                                     | 47° 25′ 37″ nord, 2° 36′ 17″ est                | « PA00096931 »                                  | Inscrit                                         | 1930                                            | Image manquante Téléverser                         |
| Pierre de la Roche                                        | Villeneuve-sur-Cher                                        | Les Parneaux                                                                        | 47° 00′ 31″ nord, 2° 14′ 23″ est                | « PA00096932 »                                  | Classé                                          | 1889                                            | Image manquante Téléverser                         |
| Église Notre-Dame de Villequiers                          | Villequiers                                                |                                                                                     | 47° 04′ 04″ nord, 2° 48′ 21″ est                | « PA00096933 »                                  | Inscrit                                         | 1926                                            | Image manquante Téléverser                         |
| Château de Bois-Sire-Amé                                  | Vorly                                                      | Bois-Sir-Amé                                                                        | 46° 55′ 56″ nord, 2° 28′ 46″ est                | « PA00096934 »                                  | Classé Inscrit Classé Inscrit                   | 1924 1926 1931 2019                             | Château de Bois-Sire-Amé                           |
| Église Saint-Saturnin de Vorly                            | Vorly                                                      | Le Bourg                                                                            | 46° 56′ 42″ nord, 2° 27′ 52″ est                | « PA00096935 »                                  | Inscrit                                         | 1927                                            | Image manquante Téléverser                         |
| Église Saint-Germain de Vornay                            | Vornay                                                     | Place de la Mairie                                                                  | 46° 58′ 30″ nord, 2° 35′ 05″ est                | « PA00096936 »                                  | Classé Inscrit                                  | 1911 2012                                       | Image manquante Téléverser                         |
| Château de Vouzeron                                       | Vouzeron                                                   | La Motte La Triboulette L'Aérium Le Château                                         | 47° 15′ 17″ nord, 2° 14′ 10″ est                | « PA00135287 »                                  | Inscrit                                         | 1995                                            | Château de Vouzeron                                |